# Референдум о статусу САО Крајине
Референдум о статусу САО Крајине био је референдум о политичком положају САО Крајине у оквиру Југославије. Одржан је 12. маја 1991. године, на подручју свих општина које су у то време улазиле у састав САО Крајине. Питање на референдумском листићу је гласило: "Да ли сте за присаједињење САО Крајине Републици Србији и зато да остане у Југославији са Србијом, Црном Гором и другима који желеда очувају Југославију?". Према званичним резултатима, који су објављени већ 14. маја, од укупног броја уписаних бирача (226.263) гласало је 79,48% (179.840), од чега се 179.490 бирача изјаснило потврдно, што је представљало чак 99,8% од укупног броја гласалих, односно 79,33% у односу на укупан број уписаних бирача.

## Историја
Питање о регулисању политичког положаја САО Крајине добило је на значају након одлуке Сабора Републике Хрватске о усвајању Резолуције о прихваћању поступка за раздруживање СФРЈ, која је донета 21. фебруара 1991. године. Тим поводом се пред руководство САО Крајине поставио низ питања о будућем статусу тог српског ентитета. Током преходног периода, у јавности САО Крајине разматране су четири политичке опције: аутономни статус у оквиру Хрватске; трансформација САО Крајине у посебан политички ентитет у оквиру Југославије; прикључење суседној федералној јединици Босни и Херцеговини; уједињење са федералном јединицом Србијом.
Прва опција (аутономија) била је условљена останком Хрватске у Југославији, док је свака од преостале три опције подразумевала позивање на начело народног самоопредељења, а самим тим и одржавање референдума о промени дотадашњег статуса САО Крајине. Додатну потешкоћу представљало је кашњење у институционалној изградњи САО Крајине, чија Скупштина у то време још увек није била оперативна, тако да су све послове и даље водила два тела, Извршно вијеће САО Крајине и Српско национално вијеће. Заједничком одлуком та два тела од 28. фебруара, усвојена је Резолуција о раздруживању Републике Хрватске и САО Крајине, са пратећим одлукама, чиме је САО Крајина иступила из састава Хрватске, остајући у саставу Југославије као посебан политички ентитет.
Те одлуке су оснажене 18. марта, усвајањем одговарајућих измена и допуна у тексту Статута САО Крајине, чиме је САО Крајина и формално дефинисана као посебан политички ентитет у оквиру Југославије.
Услед погоршања опште безбедносне ситуације у Хрватској и широм Југославије, руководство у Книну је недуго потом начинило политички заокрет у виду покретања иницијативе за уједињење САО Крајине са Републиком Србијом. Иако та замисао није могла бити реализована без сагласности званичног Београда, део руководства САО Крајине се без прибављања такве сагласности одлучио управо за ту опцију. Без сазивања крајинске Скупштине и без ширих консултација са Српским националним вијећем, Извршно вијеће САО Крајине је 1. априла донело одлуку о уједињењу САО Крајине са Републиком Србијом, чиме је отворена криза у односима између Книна и Београда.
Руководство Србије је поводом новонастале ситуације инсистирало да се у решавање читавог питања укључи и Скупштина САО Крајине, на шта је председник крајинског Извршног вијећа Милан Бабић одговорио покретањем кампање за расписивање референдума о уједињењу. Пошто је успео да обезбеди већину међу посланицима, Скупштина САО Крајине је 30. априла донела одлуку о одржавању референдума, који је расписан за 12. мај 1991. године.
Иако је резултат референдума био потврдан, Извршно вијеће САО Крајине је недуго потом одустало од својих првоаприлских одлука, вративши се на ранију замисао о трансформацији САО Крајине у посебан политички ентитет, те је тако већ 29. маја донет низ одлука о преименовању Статута САО Крајине у Уставни закон и прерастању дотадашњег Извршног вијећа у Владу САО Крајине, на челу са Миланом Бабићем као председникаом Владе, чиме се одустало од реализације уједињења са Србијом. Услед исхитрености и противречности априлских и мајских одлука, у политичкој и стручној јавности постоје различита мишљења о мотивима који су навели тадашње руководство САО Крајине на вођење политике која је била у раскораку са ставовима званичног Београда.